# Luftkur

Klimatische Heilanstalt Falkenstein, Freiluft-Liegehalle um 1886

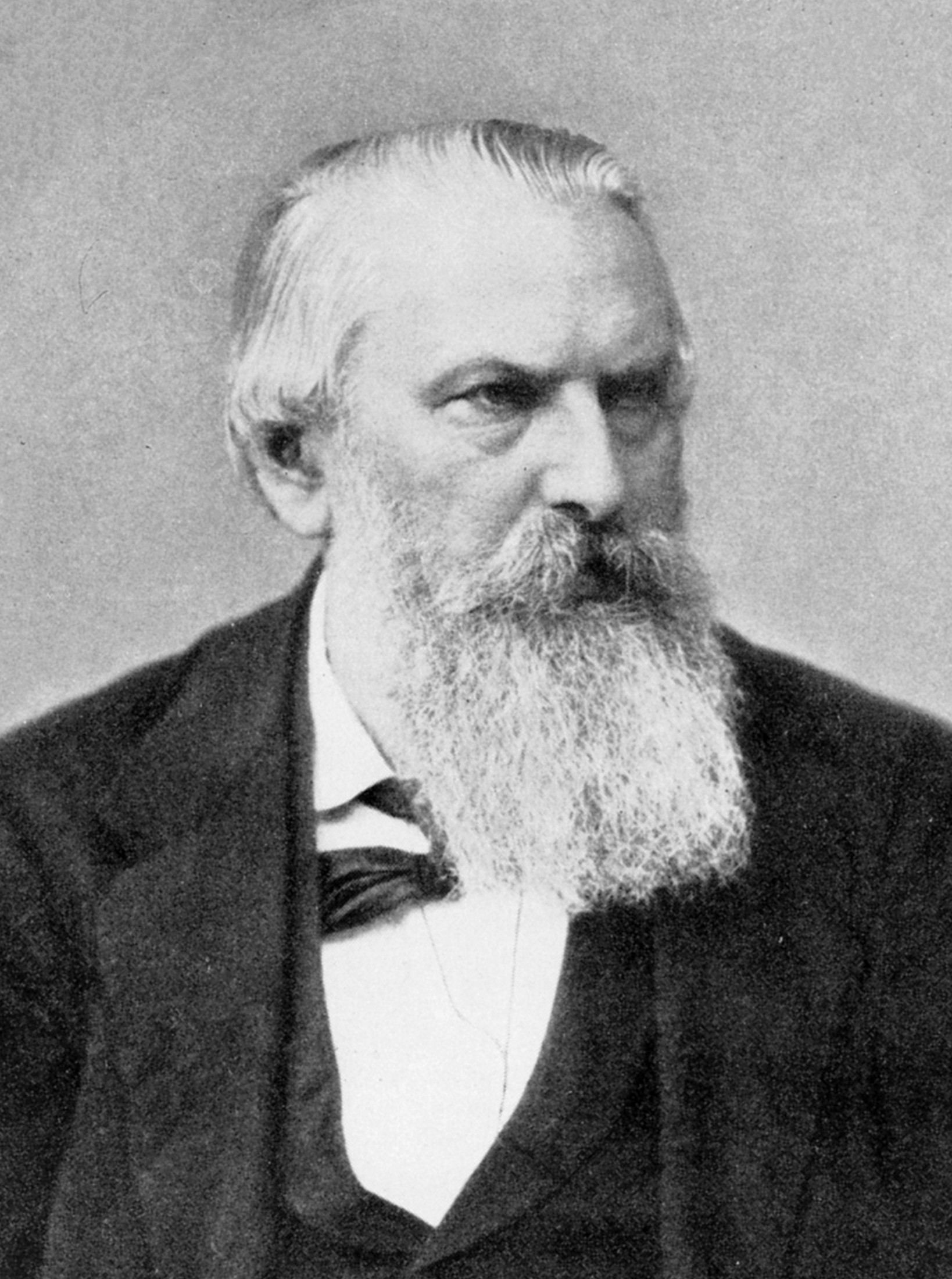
Hermann Brehmer

Die Luftkur (auch Freiluftkur, Luftliegekur, Freiluftliegekur oder Freiluft-Liegekur) ist eine Form der Klimatherapie, die ab dem 19. Jahrhundert längere Zeit als Standardtherapie bei Tuberkulose galt. Die Patienten lagen dabei mehrere Stunden täglich auf Liegestühlen im Freien oder in offenen Liegehallen. Die Luftkur wurde in speziellen Lungenheilstätten (Sanitoria) durchgeführt.
Ob die Luftkuren überhaupt eine heilende oder zumindest eine unterstützende Wirkung besaßen, war nie erwiesen. Mit Entdeckung der infektiösen Natur der Tuberkulose durch Robert Koch und mit Entwicklung der Antituberkulotika wurde die Luftkur nicht mehr als Therapieform angewendet. Viele Sanatorien schlossen oder wurden zu Hotels oder Erholungsheimen umgewandelt. Auf diese Form der Kur geht die Bezeichnung Luftkurort zurück, die in Deutschland von Kurorten geführt werden darf, deren Klima als besonders gesundheitsfördernd gilt.

## Geschichte
Die Idee, dass spezielle klimatische Bedingungen heilend wirken können, war schon in der Antike bekannt. Der altgriechische Fachbegriff Heliosis bedeutete laut Ludwig August Kraus das Sonnen (lateinisch Apricatio = Sonnenbad) und sowohl Sonnenstich als auch Sonnenbad.
So genannte Luftbäder wurden im Zeitalter der Aufklärung als geeignetes Mittel zur körperlichen Abhärtung empfohlen. Sogenannte Klimakuren wurden bei Atemwegserkrankungen verordnet.
Ein früher Befürworter von Luftbädern war James Boswell, der bereits 1777 in Life of Johnson Lord Monboddos Luftbad beschreibt: „Lord Monboddo erzählte mir, dass er jeden Morgen um vier Uhr aufwachte und dann aus gesundheitlichen Gründen aufstand und nackt mit offenem Fenster in sein Zimmer ging, was er ein Luftbad nannte.“ Eine Form des Badens, die auch sein Zeitgenosse Benjamin Franklin zu schätzen wusste.
Georg Christoph Lichtenberg (1742–1799) plädierte 1795 in seinem Buch „Das Luftbad“ dafür, in allen vier Elementen zu baden: Wasser, Feuer, Erde und Luft. Unter dem Einfluss des englischen Arztes John Abernethy sagte er, dass die Haut ähnlich wie die Lunge atmet und dass der ganze Körper freien Zugang zur Luft braucht. Als Erstbeschreibung der Luftkur gilt jedoch Ludwig Christian Lichtenbergs Magazin für das Neueste aus der Physik und Naturgeschichte. Schon im Jahre 1787 hieß es dort: „Die Wirkung der Luft und die vom Licht der Sonne sind vielleicht die ersten Beförderungsmittel der Gesundheit und der Lebhaftigkeit. Das Luftbad ist wirklich ein viel sanfteres und der Natur mehr angemessenes Mittel“ als ein Wasserbad. „Es ist demnach die Angabe, ein englischer Arzt Abernetzy [gemeint: John Abernethy] habe 1793 das Luftbad zuerst zur Sprache gebracht, falsch.“
Im 19. Jahrhundert propagierten dann etwa zeitgleich mehrere deutschsprachige Mediziner die Wirksamkeit der Luftkur vor allem bei Tuberkulose, wobei vor allem Höhenklima als besonders heilsam galt. Die Liegekur ist wohl das eindrücklichste Beispiel für eine erfolgreiche psychosomatische Behandlung einer organischen Erkrankung. Bis zur Einführung wirksamer Medikamente nach dem Zweiten Weltkrieg blieb sie die wichtigste Maßnahme der Behandlung bei Tuberkulose.
Die Luftkur gehört zur Klimatherapie; man sprach auch von der klimatischen Reiztherapie. Der Begriff Luftkur wird heute nicht mehr verwendet; auch die Klassifikation eines Kurortes als Luftkurort ist uneinheitlich. Heilklimatischer Kurort ist die heutige Bezeichnung. Umstritten ist das Prädikat staatlich anerkannter Luftkurort. In der Liste deutscher Kurorte vom Deutschen Heilbäderverband fehlen Luftkurorte und Erholungsorte ohne Kurbetrieb sowie bloße Fremdenverkehrsgemeinden. Es gibt jedoch noch eine aktuelle Liste der Luftkurorte in Bayern.
Noch seltener wird das Substantiv das Luftkuren gebraucht: „Gleichzeitig erfreute sich das Luftkuren in höfischen und bürgerlichen Kreisen verstärkter Beliebtheit, und man entdeckte die heilende Wirkung der Gradierwerke.“
In der französischen Thalassotherapie wurde in zwei großen Seehospizen nachts maschinell Luft in die Schlafsäle gepumpt. Das nannte man Nachtluftkur. Diese Seeluft wurde in großer Entfernung vom Strand und vom Hospiz über der See abgepumpt. Ähnliches wurde auch in den Beelitzer Heilstätten praktiziert. „Ein ausgeklügeltes Belüftungssystem transportierte über kleine Häuschen im Unterholz frische Waldluft durch unterirdische Kanäle direkt in die Bettenhäuser.“

## Luftbad
Arnold Rikli beschrieb 1865 ein Luftbad als ein zeitlich dosiertes Einwirkenlassen der Außenluft auf den teilbekleideten oder nackten Körper ohne direkte Sonnenbestrahlung. Ein Luftbad dauerte zwischen fünf Minuten und sechs Stunden am Tag. Die Temperatur sollte unter 25 °C liegen. Das Luftbad konnte mit Atemübungen, Bewegungsübungen und Bürstenmassagen kombiniert werden. Als Indikationen (Heilanzeigen) wurden eine allgemeine Roborierung, vegetative Störungen, Zivilisationskrankheiten, chronische Hautkrankheiten, Erkrankungen der Atmungsorgane und eine Rekonvaleszenz nach anderen Krankheiten angeführt. Rikli empfahl den Besuch einer Lufthütte zur Vermeidung einer unerwünschten Windexposition bei einer kombinierten Luft-Wasser-Heliotherapie.
Bei Schilddrüsenkrankheiten sei damals „das Sonnenbad dringend zu vermeiden, das Luftbad zu empfehlen.“ – „Auch Luftbäder beruhigen das Herz, dagegen sind Sonnenbäder [bei Herz-Kreislauf-Krankheiten] ein reines Gift.“
Ein Spezialfall des Luftbades ist das Einatmen radonhaltiger Luft (Radonbalneologie).
Weitere Varianten des Luftbades sind die Ozonkur und die Winterkur an der See.

## Freiluftbehandlung
Als Freiluftbehandlung, Freilufttherapie oder Frischluftbehandlung verstand man in der Pädiatrie eine unterstützende Behandlung von Atemwegserkrankungen von Säuglingen und Kleinkindern durch einen Aufenthalt in frischer Luft. Diese Frischluftbehandlung mindert infolge relativer Kühle, relativer Feuchte, relativer Staubarmut und großer Fluktuation den Hustenreiz, fördert die Expektoration und wirkt beruhigend. Bei einer Frischluftliegekur sprach man früher nach Hermann Brehmer und Peter Dettweiler von der Brehmer-Dettweiler-Methode (siehe unten).

## Hermann Brehmer
In Deutschland war der Arzt Hermann Brehmer (1826–1889) den Quellen zufolge der erste, der die bis dahin unheilbare Krankheit Tuberkulose als heilbar bezeichnete, und zwar mit Hilfe der Luftkur. 1856 schrieb er seine Dissertation mit dem Titel Die Gesetze und die Heilbarkeit der chronischen Tuberkulose der Lunge. Er ging davon aus, dass es „immune Orte“ gibt, die zum einen auf Grund ihres Klimas die Bewohner wirksam vor dem Auftreten von Tuberkulose schützen und zum anderen nach Ausbruch der Krankheit heilend wirken. 1863 ließ er ein Sanatorium für Lungenkranke in Görbersdorf in Schlesien errichten, wo er die Liegekur im Freien einführte. Es wurde zu einem Prototyp für Lungenheilstätten.
Brehmer war als Botanikstudent an Tuberkulose erkrankt und sein Arzt empfahl ihm, ein für ihn zuträglicheres Klima aufzusuchen. Er reiste in die Berge des Himalaya, betrieb dort botanische Studien und kehrte geheilt in seine Heimat zurück. Er begann Medizin zu studieren.
Brehmer sowie der zur gleichen Zeit in Davos als Landschaftsarzt tätige Alexander Spengler waren überzeugt, dass das Klima in Dörfern, wo es keine Tuberkulosefälle gab, die Tuberkulose heilen müsse. Brehmer vertraute jedoch nicht allein auf die heilende Wirkung des Klimas. Seine Tuberkulosekranken mussten sich inmitten von Tannenwäldern bei guter Ernährung auf den Balkonen Freiluft-Liegekuren unterziehen.

Geheimrath Peter Dettweiler

## Peter Dettweiler
Brehmers Schüler Peter Dettweiler (1837–1904) dehnte die Luftkur auf täglich sieben Stunden aus. 1876 übernahm Dettweiler die Leitung der neuen Heilanstalt Falkenberg im Taunus. In Falkenstein errichtete er 1891 die erste deutsche Heilstätte für unbemittelte Lungenkranke und löste die Woge der „Heilstättenbewegung“ aus. Den Patienten waren als einzige Aktivitäten in dieser Zeit nur Lesen, Schreiben und leise Gespräche gestattet.
Dettweiler glaubte nicht an ein heilendes Klima, sondern an eine Heilung durch geregelte disziplinierte Lebensführung: „Eine spezifische Behandlung der Tuberkulose und ein immunes Klima gibt es nicht. Die Phthise kann in jedem von Extremen freien Klima geheilt werden.“
Er baute die von Brehmer begründete Liegekur entscheidend aus und schuf den Begriff der „geschlossenen Heilanstalt“ mit geregelten, strengen Vorschriften. Die von ihm begründete disziplinierte Freiluftliegekur blieb fast ein Jahrhundert lang das Haupttherapeutikum, das den Sanatorien gegen die Tuberkulose zur Verfügung stand.
Die Liegekur soll durch persönliche Hygiene und disziplinierte Lebensführung, durch Diät und Belehrung, eine der jeweiligen Leistungsfähigkeit angepasste Lebensweise herbeiführen und so zur Heilung beitragen. Sie zielte auf Hebung der Gesamtkonstitution ab, um dadurch die „lokale“ Erkrankung zur Heilung zu bringen.
Peter Dettweiler erfand auch den typischen Liegestuhl und den Taschenspucknapf Blauer Heinrich.
Alle entscheidenden Maßnahmen der bis ins einzelne genau geregelten disziplinierten Kur in geschlossener Anstalt gehen auf Brehmer und seinen Schüler Dettweiler zurück.

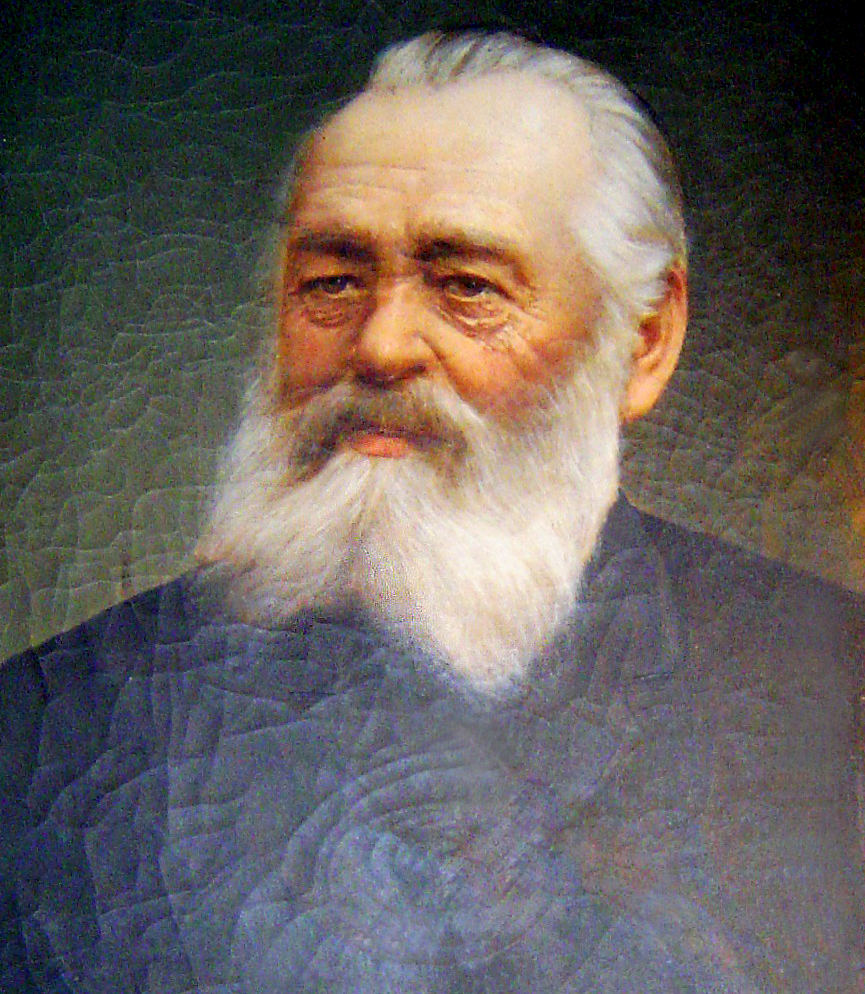
Alexander Spengler

## Alexander Spengler
In der Schweiz war der deutschstämmige Arzt Alexander Spengler (1827–1901) ein Pionier der Luftkur. Er begann 1853 als Landarzt in Davos zu praktizieren und kam bald zu der Überzeugung, dass die Bewohner der Gegend grundsätzlich nicht an Tuberkulose erkrankten, was er mit dem Hochgebirgsklima erklärte. Diese Theorie veröffentlichte er. 1860 wurden die ersten Kurgäste in einer Davoser Pension aufgenommen, die sich hier der Liegekur im Freien unterzogen. Gemeinsam mit Willem Jan Holsboer gründete Spengler 1868 die Kuranstalt Spengler-Holsboer. In den folgenden Jahrzehnten eröffneten in Davos mehrere Lungensanatorien, und der Ort nannte sich Luftkurort. Die Patienten kamen aus ganz Europa hierher, darunter auch Prominente. Ein weiterer Vertreter der Luftkur war der Schweizer Arnold Rikli, der schon 1855 eine Heilanstalt in Slowenien errichtet hatte.

## Karl Turban
1889 eröffnete Karl Turban (1856–1935) in Davos die erste geschlossene Tuberkuloseheilstätte im Hochgebirge, das „Sanatorium Turban“. Er führte die Freiluftliegekur nach Dettweilerschen Grundsätzen ein. Turban verband die Wirkung des Höhenklimas mit der strengen Liegekurbehandlung.
Turban, hatte sich in Weinheim als praktischer Arzt niedergelassen, als er von der Entdeckung des Tuberkelbazillus hörte. Er begab sich nach Berlin, um das damals neue Fach der Bakteriologie kennenzulernen. Dort erkrankte er an Tuberkulose. Es folgten mehrere Aufenthalte an der Riviera.
Auf Empfehlung wurde ihm die ärztliche Leitung des neu geplanten Davoser Sanatoriums übertragen. Bevor er seine neue Aufgabe antrat, ging er zwei Wochen nach Falkenstein, um die Behandlungsmethoden von Peter Dettweiler kennenzulernen.
Turbans Vorbild setzten sich durch. Um die Skepsis gegenüber der strengen Liegekur zu zerstreuen und die Patienten zur disziplinierten Einhaltung der Kur zu bewegen, lag Turban selbst nachmittags mit ihnen in absoluter Ruhe in der Liegehalle.
Keiner hätte gewagt, auch nur eine Zeitung zu lesen, geschweige denn, sich mit Mitpatienten zu unterhalten.
Turban konnte unbestreitbare Erfolge aufweisen, und aus aller Welt strömten Patienten in sein Sanatorium. Mit der Eröffnung des Privatsanatoriums Turban trat der entscheidende Umschwung in Davos ein. Es gelang ihm, eine erfolgreiche Synthese zwischen Sanatoriumsbehandlung mit strenger Liegekur und einer Hochgebirgskur zu verwirklichen.

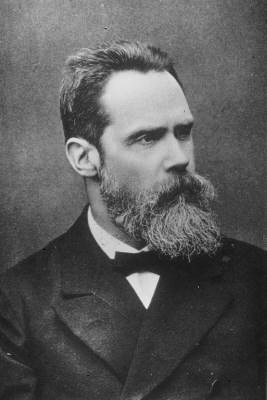
Leopold Schrötter

## Leopold Schrötter
In Österreich wurde die Luft- bzw. Liegekur vor allem in Leopold Schrötters Heilanstalt Alland und den Sanatorien des niederösterreichischen Voralpenlandes praktiziert. Ausgehend vom 1903 durch die beiden Ärzte Hugo Kraus, ein Schüler Leopold Schrötters, und Arthur Baer, der als Assistenzarzt bei Dettweiler in Falkenstein Erfahrung gesammelt hatte, gegründeten Sanatorium Wienerwald, wurde die Luftkur – neben der Mastkur – im Österreich des frühen zwanzigsten Jahrhunderts als Standardtherapie angewandt. Auch entscheidende medizinische Erfindungen wie der künstliche Pneumothorax, der nach Schweizer Vorbild in Österreich erstmals durch Hugo Kraus durchgeführt wurde, oder die Bestrahlung mittels der kalten Quarzlampe machten die Liegekur nicht gänzlich überflüssig. Noch in den 1930er Jahren stand die Luftkur in den berühmten Sanatorien des Voralpenlandes, wie etwa dem Sanatorium Wienerwald, dem Sanatorium Breitenstein oder der Genesungsanstalt Felbring, an erster Stelle der Therapieformen.
Doch schon 1875 wies der Schweizer Arzt Emil Müller aus Winterthur nach, dass auch Menschen, die dauerhaft in einem Höhenklima leben, an Tuberkulose erkranken und daran sterben können, dieses Klima also nicht „immun“ mache. Dennoch wurde die Liegekur im Freien bis zur Mitte des 20. Jahrhunderts weiterhin als Tuberkulose-Therapie verordnet und galt als erfolgversprechend. Danach wurde sie durch andere Behandlungsmethoden abgelöst, unter anderem von der Chemotherapie.

## Thomas Mann
Thomas Mann setzte der Luftkur ein literarisches Denkmal in seinem Roman Der Zauberberg, der in einem Lungensanatorium in Davos spielt. Dabei griff Mann auf eigene Erfahrung zurück, denn er besuchte 1912 seine Frau Katia Mann, die wegen eines Lungenleidens ein halbes Jahr in Davos zur Kur war. Er leistete ihr bei der Liegekur im Freien Gesellschaft und zog sich eine schwere Erkältung zu, worauf die Ärzte eine „Dämpfung der Lunge“ diagnostizierten und einen mehrmonatigen Aufenthalt im Sanatorium empfahlen. Mann zog es jedoch vor, nach drei Wochen wieder abzureisen. 1924 erschien dann Der Zauberberg.

## Lichtbäder
Die Idee des therapeutischen Luftbades wurde im frühen 20. Jahrhundert verbunden mit der des Lichtbades, etwa bei Emanuel Felke. Solche Lichtbäder waren Formen der Lichttherapie mit natürlichem Sonnenlicht, also Sonnenbäder.
Sogenannte Lichtluftbäder gab es als Kurmittel im Rahmen der Terrainkuren in den Felkekurheimen. Ein Lichtluftbad kann zu jeder Zeit genommen werden. Der Badende kleidet sich schnell aus, läuft dann umher und reibt dabei den Körper mit den Händen, auch von Zeit zu Zeit energische Bewegungen mit den Gliedmaßen ausführend. Allmählich wird der Körper behaglich warm, alsdann kann der Badende sich zeitweilig hinsetzen oder langsam spazieren gehen. Dauer des Lichtluftbadens: im Anfang 15–20 Minuten. Allmählich wird diese Zeit ausgedehnt und kann nach einigen Tagen schließlich von unbegrenzter Dauer sein. Je länger dann, desto lieber und schöner. Nervöse wollen das Lichtluftbad nicht zu lange ausdehnen. Viele schließen an das Lichtluftbad ein kurzes Sitzbad oder eine kalte Abspülung mit dem Schlauch an. Nachher trocken reiben mit den Händen und dann ankleiden.